# Märsta
Märsta este un oraș în Suedia.

## Demografie
| \| Evoluția demografică a zonei urbane Märsta, 1970–2015 \| Evoluția demografică a zonei urbane Märsta, 1970–2015 \| Evoluția demografică a zonei urbane Märsta, 1970–2015 \| Evoluția demografică a zonei urbane Märsta, 1970–2015 \| Evoluția demografică a zonei urbane Märsta, 1970–2015 \| \| --------------------------------------------------------------------------------------- \| ----------------------------------------------------- \| ----------------------------------------------------- \| ----------------------------------------------------- \| ----------------------------------------------------- \| \| An \| \| \| Locuitori \| \| \| 1970 \| 1970 \| \| 16.786 \| 16.786 \| \| 1975 \| 1975 \| \| 17.066 \| 17.066 \| \| 1980 \| 1980 \| \| 18.827 \| 18.827 \| \| 1990 \| 1990 \| \| 20.714 \| 20.714 \| \| 1995 \| 1995 \| \| 21.476 \| 21.476 \| \| 2000 \| 2000 \| \| 22.121 \| 22.121 \| \| 2005 \| 2005 \| \| 22.550 \| 22.550 \| \| 2010 \| 2010 \| \| 24.068 \| 24.068 \| \| 2015 \| 2015 \| \| 27.034 \| 27.034 \| \| Sursa: SCB - Statistika Centralbyrån, Folkmängden per tätort. Vart femte år 1960 - 2016 \| \| \| \| \| |      |  |           |        |
| Evoluția demografică a zonei urbane Märsta, 1970–2015 |      |  |           |        |
| An |      |  | Locuitori |        |
| 1970 | 1970 |  | 16.786    | 16.786 |
| 1975 | 1975 |  | 17.066    | 17.066 |
| 1980 | 1980 |  | 18.827    | 18.827 |
| 1990 | 1990 |  | 20.714    | 20.714 |
| 1995 | 1995 |  | 21.476    | 21.476 |
| 2000 | 2000 |  | 22.121    | 22.121 |
| 2005 | 2005 |  | 22.550    | 22.550 |
| 2010 | 2010 |  | 24.068    | 24.068 |
| 2015 | 2015 |  | 27.034    | 27.034 |
| Sursa: SCB - Statistika Centralbyrån, Folkmängden per tätort. Vart femte år 1960 - 2016 |      |  |           |        |